# Paulino Lukudu Loro
Paulino Lukudu Loro MCCJ (23. srpna 1940 Kwerijik, okres Džuba – 5. dubna 2021 Nairobi) byl jihosúdánský duchovní a římskokatolický arcibiskup v Džubě.

## Život
Vstoupil do řeholní komunity misionářů komboniánů a po teologickém vzdělání přijal 12. dubna 1970 kněžské svěcení.
Papež Pavel VI. ho 12. prosince 1974 jmenoval apoštolským administrátorem El Obeidu. Papež Jan Pavel II. ho 5. března 1979 jmenoval prvním biskupem v El Obeidu. Papež ho osobně vysvětil na biskupa 27. května téhož roku. Spolusvětiteli byli Duraisamy Simon Lourdusamy, sekretář Kongregace pro evangelizaci národů, a Eduardo Martínez Somalo, zástupce státního sekretariátu.
Arcibiskupem v Džubě byl jmenován 19. února 1983. V roce 2015, v den svých 75. narozenin, podal papeži rezignaci, ale nuncius ho požádal, aby ve funkci pokračoval, dokud nebudou obsazena dlouho neobsazené biskupské stolce v okolních diecézích Malakal, Rumbek a Torit.
Papež František přijal jeho rezignaci z důvodu věku 12. prosince 2019 a jeho nástupcem jmenoval Stephena Ameyu Martina Mullu, který byl teprve v lednu téhož roku jmenován biskupem v Toritu. Lukudu Loro byl iniciátorem založení Univerzity svaté Marie v Džubě v roce 2009 a jejím velkým kancléřem.
Lukudu Loro byl v letech 1989–1993 a 1999–2006 předsedou Katolické biskupské konference v Súdánu/Jižním Súdánu.
Paulino Lukudu Loro byl známý jako kritik politických poměrů v Jižním Súdánu. Zpochybňoval integritu prezidenta Salvy Kiira Mayardita a obviňoval jej i další politiky v zemi z korupce, zneužívání moci a nepotismu. Řekl, že mírová dohoda z let 2013 až 2018, která byla uzavřena po občanské válce v Jižním Súdánu a která je křehká, je „chybná a nemůže přinést skutečný mír v Jižním Súdánu“. Vyzval také OSN a Západ, aby při řešení konfliktů v Súdánu a Jižním Súdánu postupovaly důsledně.
Zemřel v nemocnici v keňském hlavním městě Nairobi na Velikonoční pondělí roku 2021. Příčina smrti nebyla původně zveřejněna.